# Kizuna AI
Kizuna AI (en japonés: キズナアイ) también conocida como Ai Kizuna en orden occidental es una youtuber virtual japonesa y autoproclamada inteligencia artificial. Kizuna Ai opera dos canales de YouTube, "AIChannel" y "AIGames", que a fecha de agosto de 2021 acumulan más de 2.98 millones de suscriptores y más de 390 mil millones de visitas.
Kizuna AI es la embajadora de las campañas de turismo japonés de JNTO.
Kizuna AI presenta un programa de variedades de televisión titulado: Kizuna Ai no BEAT Scramble (キズナアイ の BEAT　スクランブルー Kizuna Ai no BEAT Sukuranburū) , que está programado para emitir desde el 6 de abril de 2018. 
Kizuna AI hizo la voz de Hachi en la serie de televisión de anime Magical Girl Site.